# Ко Стомпе
Ко Стомпе (нід. Jacobus Wilhelm (Co) Stompé, нар. 10 вересня 1962, Амстердам) — колишній нідерландський професійний гравець у дартс. Переможець Кубка світу з дартсу (PDC) 2010 року у складі збірної Нідерландів.

## Кар'єра в BDO
У 1994 році Стомпе розпочав брати участь у турнірах BDO. У 1996 році він дебютував на чемпіонатах світу BDO. У 2000 року у складі збірної Нідерландів разом із Раймондом ван Барневельд Стомпе виграв Кубок Європи з дартсу (WDF) серед чоловічіх пар. У 2006 році у складі збірної Нідерландів він виграв Кубок Європи з дартсу (WDF) серед команд.

## Кар'єра в PDC
У 2008 році Ко Стомпе розпочав брати участь у турнірах PDC. У 2009 році він дебютував на чемпіонатах світу PDC. У 2010 році у складі збірної Нідерландів разом із Раймондом ван Барневельд він виграв Кубок світу з дартсу.